# Boston United F.C.
Boston United Football Club er en semiprofessionel fodboldklub i Boston, Lincolnshire, England. Klubben spiller i National League, det femte niveau i det engelske fodboldligasystem.

## Titler
- FA Trophy
  - Nummer to 1984-85
- Football Conference
  - Vindere 2001-02
- Southern League
  - Vindere 1999-2000,
  - Nummer to 1998-99
- Northern Premier League
  - Vindere 1972-73, 1973-74, 1975-76, 1976-77, 1997-98
  - Nummer to 1971-72
- Midland League Nummer to 1955-56
- Central Alliance League Vindere 1961-62
- United Counties League Vindere 1965-66
- West Midlands (Regional) League Vindere 1966-67, 1967-68
- Lincolnshire Senior Cup Vindere 2005-2006 (Vandt over Scunthorpe Utd 2-1 på York Street)

## Stadium
Boston United spiller hjemmekampe på Boston Community Stadium.

## Historie
- 1933 – Fodbold holdet blev lavet og sat i Midland League.
- 1933-34 – 14. i Midland League (17 hold)
- 1934-35 – 5. i Midland League (20 hold); Lincolnshire Senior Cup Vindere
- 1935-36 – 7. i Midland League (21 hold)
- 1938-39 – 8. i Midland League
- 1939-45 – 2. verdenskrig
- 1945-46 – 8. i Midland League (19 hold); Lincolnshire Senior Cup Vindere
- 1946-47 – 13. i Midland League (22 hold)
- 1947-48 – 11. i Midland League
- 1948-49 – 14. i Midland League
- 1949-50 – 22. i Midland League (24 hold); Lincolnshire Senior Cup Winners
- 1950-51 – 15. i Midland League (22 hold)
- 1951-52 – 9. i Midland League
- 1952-53 – 16. i Midland League (24 hold)
- 1953-54 – 14. i Midland League
- 1954-55 – 5. i Midland League; Lincolnshire Senior Cup Vindere
- 1955-56 – 2. i Midland League; Lincolnshire Senior Cup Vindere
- 1956-57 – 3. i Midland League; Lincolnshire Senior Cup Vindere
- 1957-58 – 3. i Midland League; Skiftede fra Midland League; til Southern Football League
- 1958-59 – 3. i Southern Football League North West Zone (18 hold)
- 1959-60 – 9. i Southern Football League Premier Division (22 hold); Lincolnshire Senior Cup Vindere
- 1960-61 – 22. i Southern Football League Premier Division; East Anglian Cup Vindere; Skiftede fra Southern Football League; til Central Alliance
- 1961-62 – 1. i Central Alliance (17 hold); Skiftede fra Central Alliance; til Midland League
- 1962-63 – 6. i Midland League (20 hold)
- 1963-64 – 11. i Midland League (22 hold); Skiftede fra Midland League; til Boston & District League
- 1964-65 – 12. i Boston & District League (14 hold); Skiftede fra Boston & District League; til United Counties League
- 1965-66 – 1. i United Counties League (19 hold); Skiftede fra United Counties League; til West Midlands Regional League
- 1966-67 – 1. i West Midlands Regional League (22 hold)
- 1967-68 – 1. i West Midlands Regional League; Skiftede fra West Midlands Regional League; til Northern Premier League
- 1968-69 – 14. i Northern Premier League (20 hold)
- 1969-70 – 3. i Northern Premier League
- 1970-71 – 4. i Northern Premier League (22 hold)
- 1971-72 – 2. i Northern Premier League (24 hold); Eastern Professional Floodlit Cup Vindere
- 1972-73 – 1. i Northern Premier League; Non-League Champions of Champions Cup Vindere
- 1973-74 – 1. i Northern Premier League; Northern Premier League Cup Vindere; Northern Premier League Challenge Shield Vindere
- 1974-75 – 12. i Northern Premier League; Northern Premier League Challenge Shield Vindere
- 1975-76 – 5. i Northern Premier League; Northern Premier League Cup Vindere
- 1976-77 – 1. i Northern Premier League (23 hold); Northern Premier League Challenge Shield Vindere; Non-League Champions of Champions Cup Vindere; Lincolnshire Senior Cup Vindere
- 1977-78 – 1. i Northern Premier League (24 hold); Northern Premier League Challenge Shield Vindere
- 1978-79 – 6. i Northern Premier League (23 hold); Lincolnshire Senior Cup Vindere; Skiftede fra Northern Premier League; til Alliance Premier League
- 1979-80 – 4. i Alliance Premier League (20 hold)
- 1980-81 – 8. i Alliance Premier League
- 1981-82 – 10. i Alliance Premier League (22 hold)
- 1982-83 – 5. i Alliance Premier League
- 1983-84 – 17. i Alliance Premier League
- 1984-85 – 17. i Football Conference (Gola League); FA Trophy Nummer to
- 1985-86 – 13. i Football Conference (Gola League); Lincolnshire Senior Cup Vindere
- 1986-87 – 6. i GM Vauxhall Conference
- 1987-88 – 16. i GM Vauxhall Conference; Lincolnshire Senior Cup Vindere
- 1988-89 – 3. i GM Vauxhall Conference (21 hold); Lincolnshire Senior Cup Vindere
- 1989-90 – 18. i GM Vauxhall Conference (22 hold)
- 1990-91 – 18. i GM Vauxhall Conference
- 1991-92 – 8. i GM Vauxhall Conference
- 1992-93 – 22. i GM Vauxhall Conference; Skiftede til Northern Premier League
- 1993-94 – 3. i Northern Premier League
- 1994-95 – 5. i Unibond League Premier Division
- 1995-96 – 2. i Unibond League Premier Division
- 1996-97 – 6. i Unibond League Premier Division; Unibond Challenge Cup Nummer to
- 1997-98 – 2. i Unibond League Premier Division; Skiftede fra Unibond League; til Dr Martens League
- 1998-99 – 2. i Dr Martens League Premier Division
- 1999-2000 – 1. i Dr Martens League Premier Division; Skiftede til Nationwide Conference
- 2000-01 – 12. i Nationwide Conference
- 2001-02 – 1. i Nationwide Conference; Skiftede til Nationwide Football League Division Three
- 2002-03 – 15. i Nationwide Football League Division Three (24 hold)
- 2003-04 – 11. i Nationwide Football League Division Three
- 2004-05 – 16. i Coca-Cola Football League Two
- 2005-06 – 11. i Coca-Cola Football League Two; Lincolnshire Senior Cup Vindere
- 2006-07 – 23. i Coca-Cola Football League Two; Skiftede til Blue Square Premier